# Dere deversaria
Dere deversaria là một loài bọ cánh cứng trong họ Cerambycidae.